# Эдома
Эдома — река в России, течёт по территории Ярославской области. Впадает в Волгу по правому берегу в 2677 км от её устья, в районе Горьковского водохранилища. Длина реки составляет 26 км (по Малой Эдоме, как более полноводной и длинной), площадь водосборного бассейна — 128 км².

## География
Исток Эдомы находится у деревни Кадино, расположенной между станциями Ваулово и Чижово железной дороги Ярославль-Рыбинск. Вначале река течёт на северо-восток мимо Баскакова, Ваулова, Лукинского, затем поворачивает на северо-запад и огибает Ефимово, Николо-Эдому, Сельцо и место бывшего села Голенинского. В Никола-Эдоме имеются руины Богоявлеской церкви 1753 года, от которой сохранилась колокольня.
За селом Голенинским в Эдому впадает левый приток Малая Эдома, текущий практически ей навстречу, на юго-восток. После слияния река поворачивают на северо-запад, русло становится более извилистым, речная долина — более глубокой. Река протекает через Ионовское, Омелино, Пасынково, Митюшино, Черногубово, Рождественное и Артемьево. Возле Рождественного (левый берег) и Артемьева (правый берег) пересекает автомобильную дорогу Тутаев-Рыбинск (обе названные деревни стоят непосредственно у дороги). После автодороги по левому берегу расположены деревни Большое и Малое Титовское.
Низовья реки от устьевого створа и до створа автомобильного моста дороги Ярославль — Рыбинск, включая территорию шириной 50 м по обеим сторонам русла, являются региональнам ландшафтным памятником природы — «Долина р. Эдомы».

### Малая Эдома
Река Малая Эдома начинается в заболоченном лесу в 1 км южнее бывшей деревни Терюханово. Течёт в основном на юго-восток, минуя компактно расположенные деревни Дор, Лаврово, Антипино, Якушево, Сидорово. Здесь в реку впадает несколько безымянных притоков. Между деревнями Дор и Лаврово реку пересекает автодорога, связывающая железнодорожную станцию Лом с автодорогой Р151 Тутаев—Рыбинск. Затем река около трех километров течёт по лесу и опять попадает в населённую местность. Напротив деревни Столбищи, расположенной на левом берегу, в Малую Эдому впадает её правый приток Пухарка. Далее Малая Эдома протекает мимо Каменского и ниже Голенинского впадает слева в Эдому.

### Пухарка
Правый приток реки Малая Эдома. Начинается в болотистом лесу вблизи железной дороги к юго-востоку от станции Лом. Течёт в основном на северо-восток. Протекает мимо деревень Юдаково, Селюнино, Парняково. Устье находится напротив деревни Столбищи.

## Данные водного реестра
По данным государственного водного реестра России относится к Верхневолжскому бассейновому округу, водохозяйственный участок реки — Волга от Рыбинского гидроузла до города Кострома, без реки Кострома от истока до водомерного поста у деревни Исады, речной подбассейн реки — Волга ниже Рыбинского водохранилища до впадения Оки. Речной бассейн реки — (Верхняя) Волга до Куйбышевского водохранилища (без бассейна Оки).
Код объекта в государственном водном реестре — 08010300212110000010453.

## Галерея

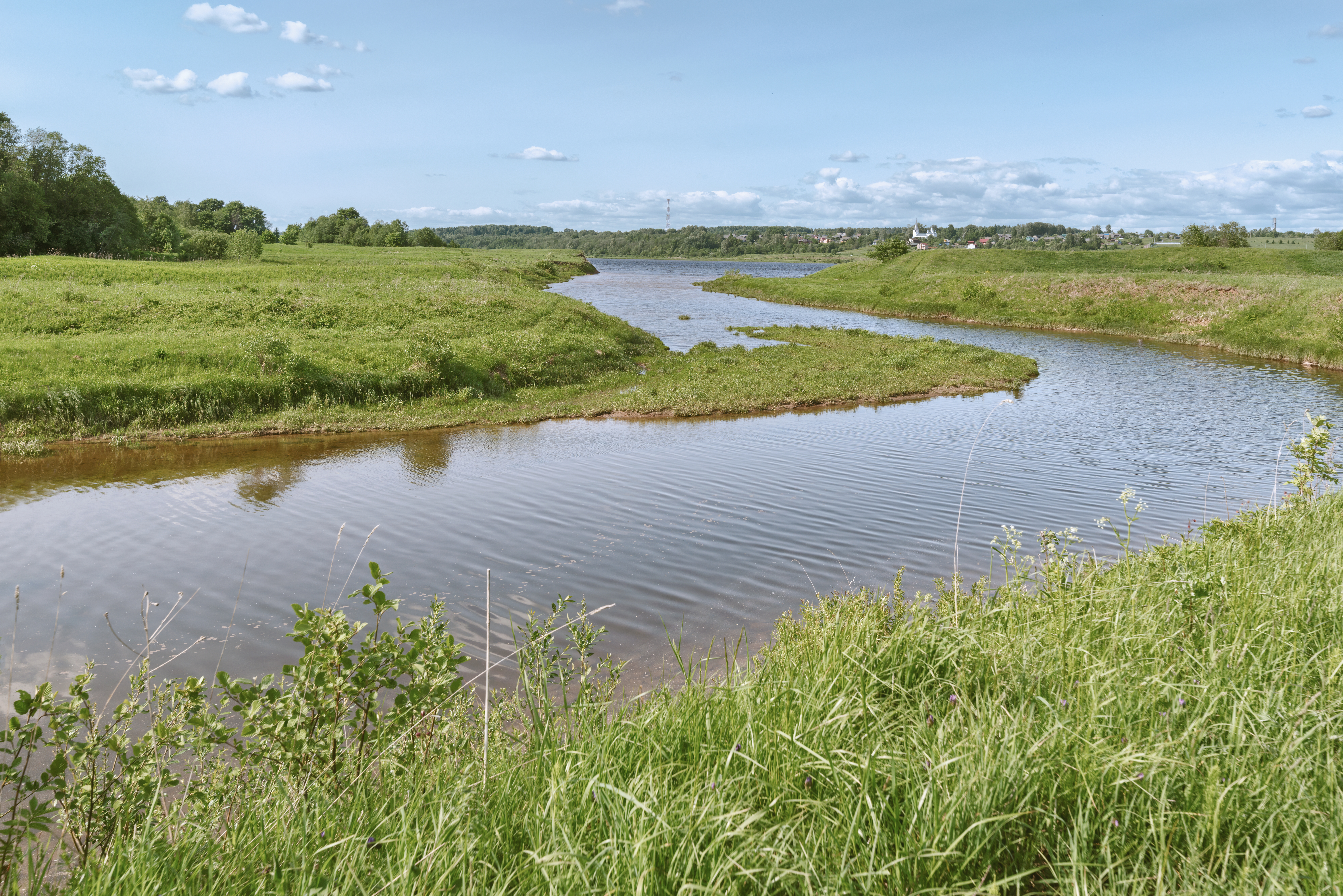
Устье реки.
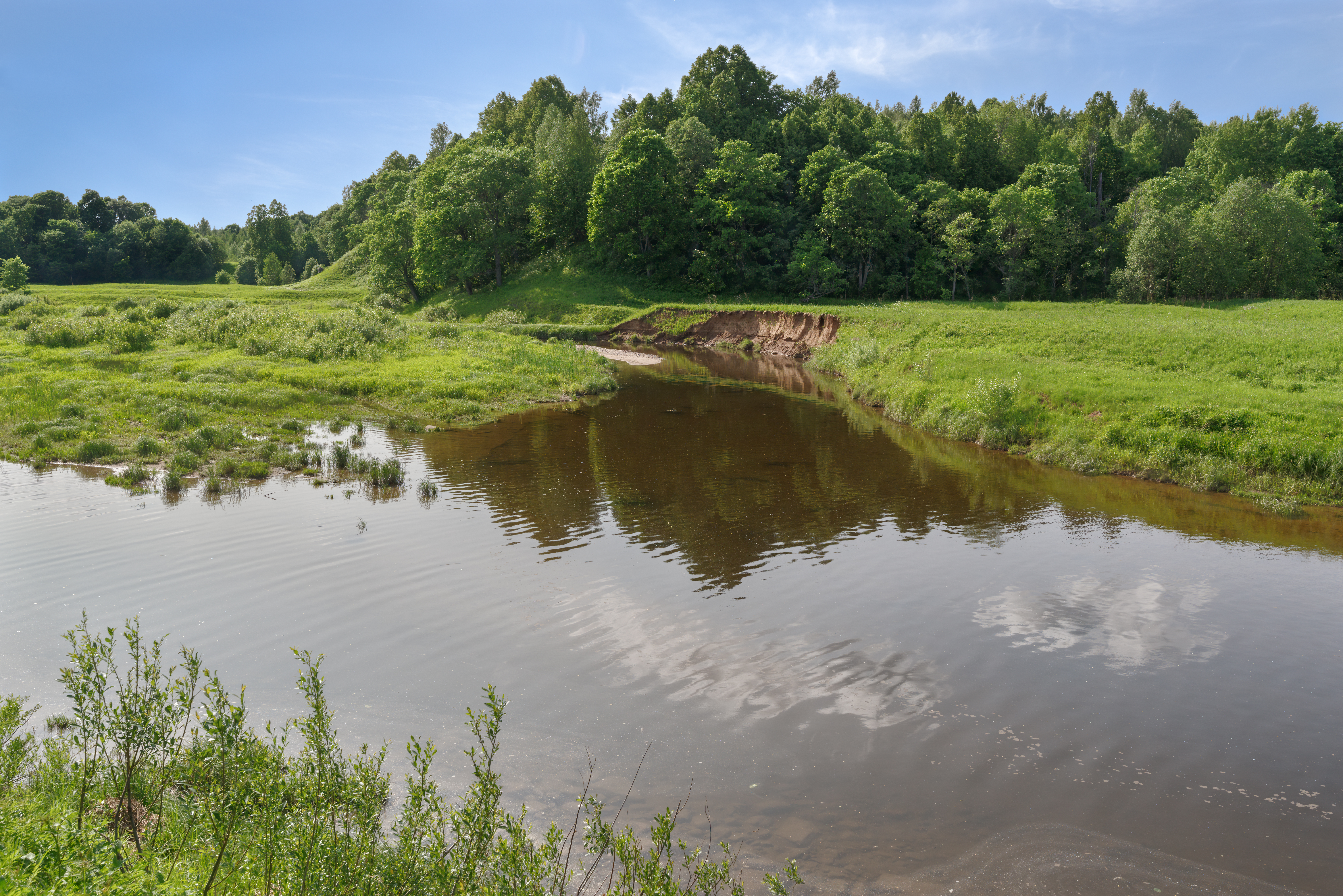
Осыпающийся левый берег.
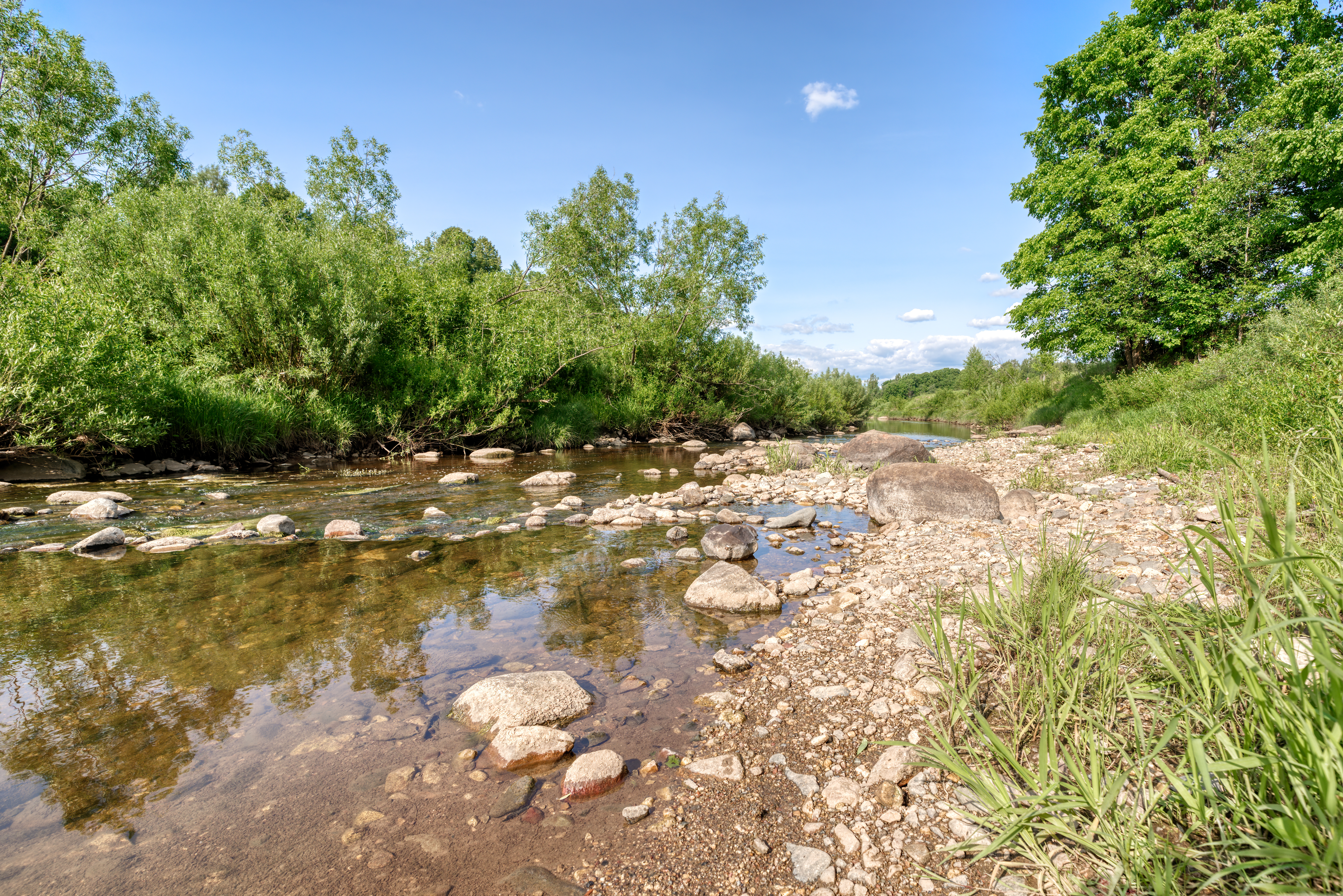
Валуны в русле Эдомы.
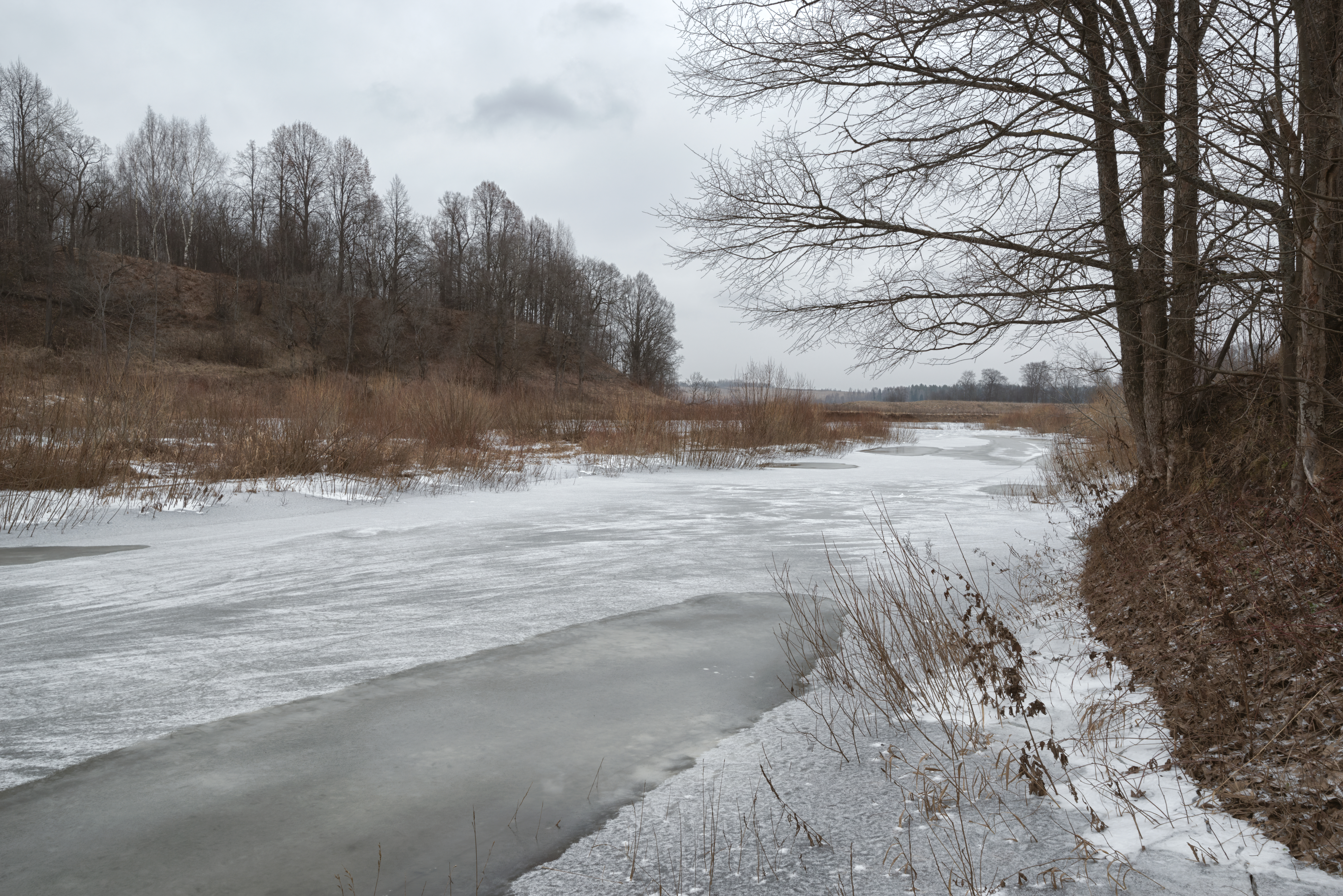
Ноябрьский ледостав.
Трасса Ярославль-Рыбинск пересекает речную долину.

## Топографические карты
- Лист карты O-37-79 Варегово. Масштаб: 1 : 100 000. Издание 1975 г.